# Torino megye

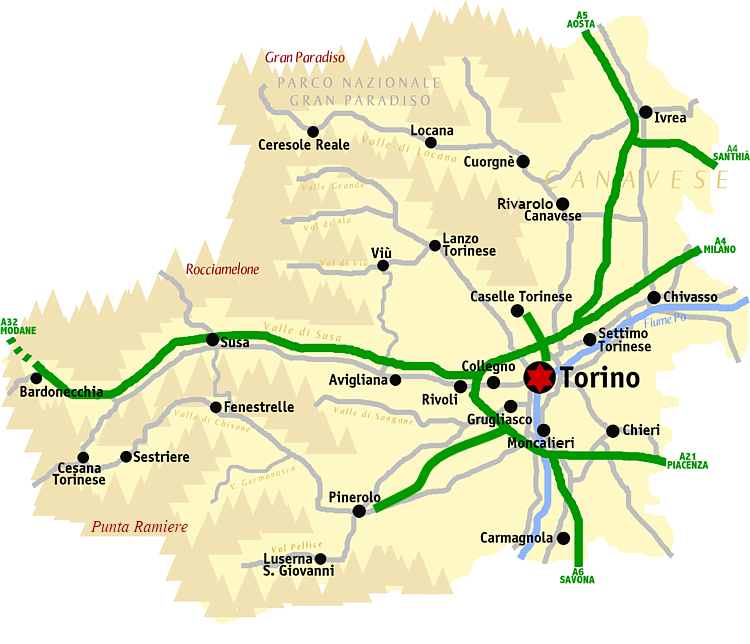
Torino megye úthálózata.

Torino megye (olaszul: Provincia di Torino, piemontiul: Provincia ëd Turin) az olaszországi Piemont régió kisebb adminisztratív egysége. Annak nyugati részén helyezkedik el, nyugatról Franciaország, északról Valle d’Aosta régió határolja.
Területe 6821 km², lakosainak száma 2 300 000 körül van. Területén 315 település osztozik, ezzel a legtöbb települést magában foglaló olasz megyének számít, őt Cuneo megye követi. Negyedik legnagyobb megye mind kiterjedését, mind lakosainak számát tekintve. 2004-ben az alábbi települések voltak a legnagyobbak a megyében:
| Település        | Népesség |
| ---------------- | -------- |
| Torino           | 902 255  |
| Moncalieri       | 55 992   |
| Rivoli           | 50 499   |
| Collegno         | 49 743   |
| Nichelino        | 48 480   |
| Settimo Torinese | 47 601   |
| Grugliasco       | 38 241   |
| Venaria          | 35 250   |
| Chieri           | 34 635   |
| Pinerolo         | 34 456   |

## Földrajza
A megye nyugati és északi része a francia és a valle d’aostai határ mentén hegyvidék, déli és keleti részeit pedig a síkság és a dombvidék jellemzik. Hegyei a Cotti-Alpokhoz és a Graji-Alpokhoz tartoznak.
A megye legfontosabb folyója a Pó, de jelentős folyó még a Pellice, a Chisone, a Chisola, a Sangone, a Dora Riparia, a Stura di Lanzo, a Malone, az Orco és a Dora Baltea.
A Susa-völgy, azon belül Bardonecchia területe az olasz félsziget legnyugatabbi pontja.
A megyének öt tava van: Avigliana kis és nagy tava, a Candia-tó, a Sirio-tó és a Viverone-tó.

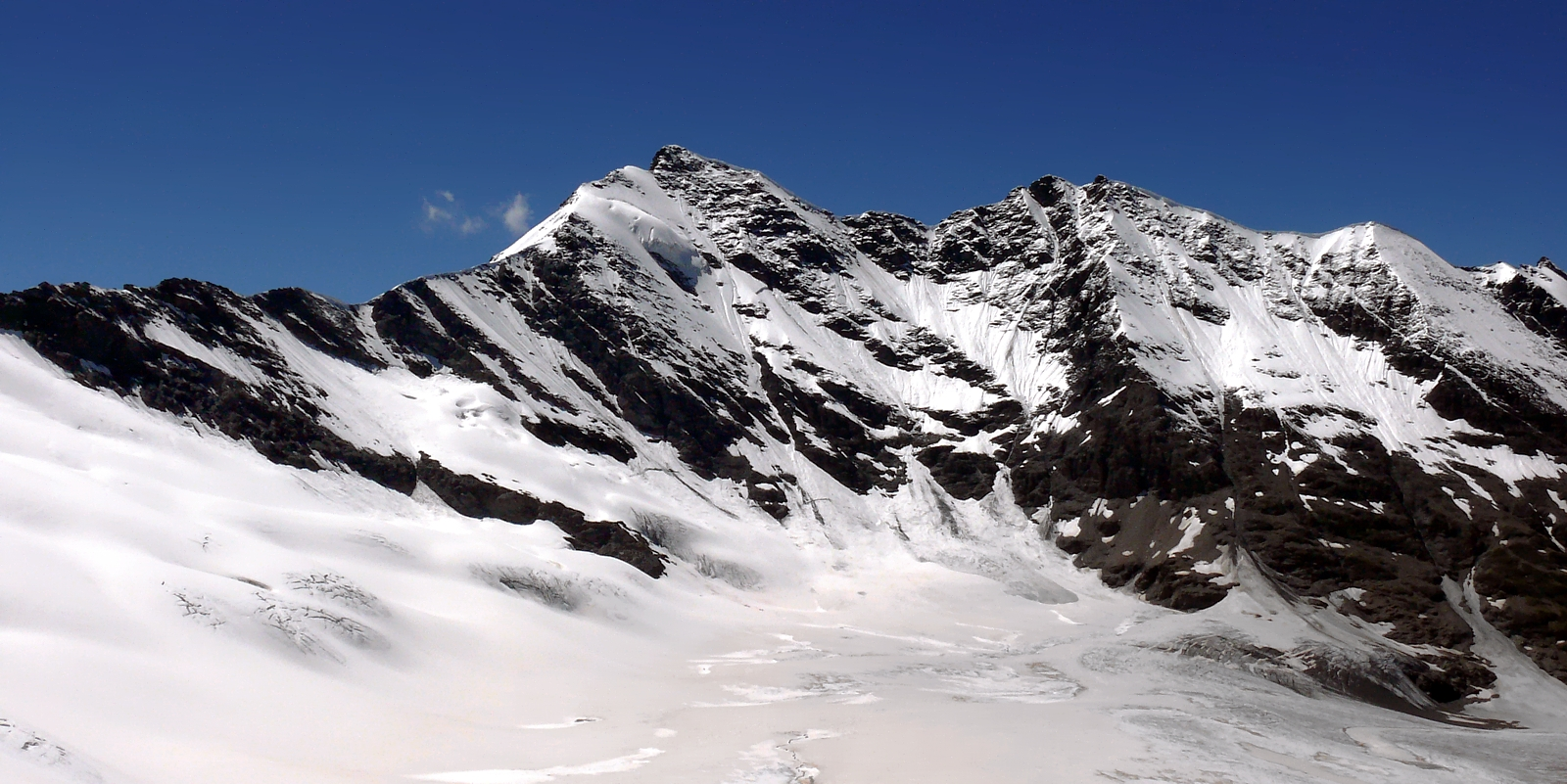
A Graie-Alpok hegycsúcsai